# Дни и ночи (фильм, 1944)
«Дни и ночи» — советский художественный фильм, снятый режиссёром Александром Столпером на киностудии «Мосфильм» в 1944 году.
Экранизация одноименной повести Константина Симонова — одной из первых значительных работ Симонова в прозе.
Первая советская игровая картина о Сталинградской битве. Фильм вышел на экраны в 1944 году.

## Сюжет
Фильм об одном из эпизодов Сталинградской битвы в годы Великой Отечественной войны, рассказывается о мужестве и героизме советских солдат защитников Сталинграда.
Батальон, которым командует капитан Сабуров, переброшен на правый берег Волги для пополнения рядов Красной Армии, обороняющих Сталинград.
Бойцы Сабурова в яростной атаке выбивают фашистов из трёх зданий, вклинившихся в нашу оборону. Начинаются дни и ночи героической защиты домов, ставших неприступными для врага.

## В ролях
| Актёр               | Роль                                      |
| ------------------- | ----------------------------------------- |
| Владимир Соловьёв   | капитан Алексей Иванович Сабуров          |
| Даниил Сагал        | капитан Ванин                             |
| Юрий Любимов        | начальник штаба Миша Масленников          |
| Анна Лисянская      | Аня Клименко                              |
| Лев Свердлин        | генерал Проценко                          |
| Михаил Державин     | командующий Армией Пётр Сергеевич Матвеев |
| Анатолий Алексеев   | Петя                                      |
| Виктор Ключарев     | полковник Ремизов                         |
| Павел Герага        | командующий фронтом                       |
| Георгий Куровский   | Егор Андреевич                            |
| Ксения Тарасова     | женщина с детьми                          |
| Фёдор Иванов        | солдат                                    |
| Андрей Мартынов     | солдат                                    |
| Евгений Моргунов    | солдат (нет в титрах)                     |
| Василий Галактионов | начштаба (нет в титрах)                   |